# 6e bataillon de parachutistes vietnamiens
 (mars 2014).
Si vous disposez d'ouvrages ou d'articles de référence ou si vous connaissez des sites web de qualité traitant du thème abordé ici, merci de compléter l'article en donnant les références utiles à sa vérifiabilité et en les liant à la section « Notes et références ».
Le 6e bataillon de parachutistes vietnamiens  (ou 6e BPVN ou encore 6e Bawouan) est une unité parachutiste de l'armée de terre vietnamienne, constituée le 1er mai 1954 en Indochine.

## Création et différentes dénominations
C'est la première unité parachutiste entièrement constituée de Vietnamiens.
C'est l'un des cinq bataillons de parachutistes vietnamiens créés entre 1951 et 1954 (avec les 1er, 3e, 5e et 7e BPVN), dans le cadre de la politique de De Lattre de Tassigny visant à la création de l'Armée nationale vietnamienne.

## Sources et bibliographie
- Collectif, Histoire des parachutistes français, Société de Production Littéraire, 1975.